# Tumpakoyot
Tumpakoyot is een bestuurslaag in het regentschap Blitar van de provincie Oost-Java, Indonesië. Tumpakoyot telt 1773 inwoners (volkstelling 2010).